# Alexander Knur
Nicolaus Arnold Alexander Knur (* 28. Mai 1897 in Trier; † 26. Mai 1987 in Brilon) war ein deutscher Jurist und Hochschullehrer.

## Leben und Werk
Alexander Knur war der Sohn des Trierer Apothekers Carl August Knur, studierte Rechtswissenschaft und Volkswirtschaft an der Universität Köln. Danach war er als Anwalt in Trier und seit 1931 als Notar in Bad Godesberg tätig. Zum 1. Oktober 1940 trat er der NSDAP bei. Er habilitierte sich 1941 in Bonn bei Karl Rauch mit einer Arbeit über Familiengesellschaften und wurde darauf zum Dozenten ernannt. 1947 wurde er außerplanmäßiger Professor an der Universität Bonn. Rufe auf einen Lehrstuhl für Steuerrecht (1951) sowie auf einen Lehrstuhl für Handels- und Bürgerliches Recht (1958) lehnte er ab. Später wurde er dennoch ordentlicher Professor an der Universität Bonn. Seine wissenschaftlichen Schwerpunkte waren das Gesellschafts- und das Steuerrecht.
Zu seinem 75. Geburtstag wurde er mit einer Festschrift geehrt. Sein Grab befindet sich auf dem Zentralfriedhof Bad Godesberg. Er war seit 1920 Mitglied der katholischen Studentenverbindung KDStV Staufia Bonn.

## Schriften
- Die Familiengesellschaft. Eine vergleichende Untersuchung der Unternehmensformen. Vahlen, Berlin 1941.
- Probleme der Zugewinngemeinschaft. Westdeutscher Verlag, Köln, Opladen, 1959.
- Der Einfluß von Steuergesetzen auf die Kautelarpraxis bei besonderer Berücksichtigung der Pläne für die Steuerreform 1974. In: Wolfgang Bernhardt, Wolfgang Hefermehl, Wolfgang Schilling (Hrsg.): Freundesgabe für Hans Hengeler zum 70. Geburtstag am 1. Februar 1972. Springer, Berlin/Heidelberg/New York 1972, ISBN 978-3-540-05713-0.
- Die Gütergemeinschaft im Blickfeld des Erbschaftsteuergesetzes. In: Robert Fischer, Philipp Möhring, Harry Westermann (Hrsg.): Wirtschaftsfragen der Gegenwart. Festschrift für Carl Hans Barz. De Gruyter, Berlin 1974, ISBN 3-11-004264-9, S. 475–488.